# Szvasztika
A szvasztika (卍 és 卐, a köznyelvben gyakori megnevezéssel horogkereszt) egy egyenlő szárú kereszt, amelynek a szárai derékszögben megtörtek. Egyike a legősibb jelképeknek, számtalan kultúrkörben használták. Jelentése Indiában, az Indus menti Mohendzso Daro kultúrában (i. e. 2500-1500) jó szerencse, míg Kínában halhatatlanság volt. A magyar népművészetben is előfordul, tekerőlevél néven. Legtöbbször úgy helyezték el, hogy a vonalak vízszintesen és függőlegesen legyenek, bár néha 45 fokkal elforgatva is használják; a hindu változatban gyakran egy-egy pöttyöt is tesznek a szárak közé. A nyugati világban hozzá társított politikai és antiszemita töltését a jelkép a 20. század elején kapta. Egy bizonyos Lanz von Liebenfels Ostara nevű újságjában tűnt fel, Hitler ebből kölcsönözte, s a jól ismert, sarkára állított formájában ő tette meg a német nemzetiszocializmus jelképévé. 

A hindu szvasztika szárai közé gyakran pöttyöket rajzoltak

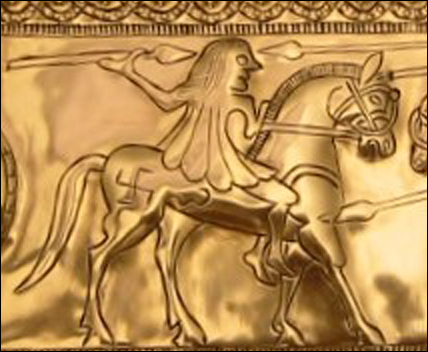
Kelta harcos. Szvasztika egy ókori bronz domborművön (Hallstatti kultúra)

## Áttekintés

A szvasztika a hinduizmus legszentebb nem szótagot ábrázoló jelképe. (Legszentebb jelképük az Om szótag írásjele.) A dzsainizmusban és a buddhizmusban is fontos szerepet tölt be. Nyugaton leginkább – speciális ábrázolásával, vörös keretben és fehér korongon, sarkára állítva – a náci mozgalom jelképeként ismeretes.
A motívumot legelőször valószínűleg Eurázsia korai lakói használták. Az indiánok között is elterjedt volt, valószínűleg már a két kultúra szétválása előtt is. Manapság az indiai vallási és polgári ceremóniákban rendszeresen használják. A legtöbb indiai templomot, esküvőt, fesztivált és ünnepséget szvasztikákkal díszítik. A 20. század elejére az egész világon elterjedt, a jó szerencse jelképeként használták. Rudyard Kipling felhasználta a könyvei borítóján, Robert Baden-Powell pedig a cserkészmozgalomban.

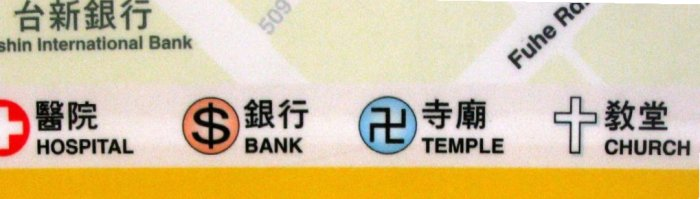
Ázsiában a szvasztika ma is elterjedt. Ezen a tajpeji metrótérképen szvasztikával jelölik a buddhista templomokat

Európában Heinrich Schliemann archeológiai munkássága révén vált ismertté, aki az általa feltételezett Trója romjai között fedezte fel a jelet, és az ősi indoeurópai (árja) bevándorlókkal hozta kapcsolatba. A korai német népi  nacionalista mozgalmak számára az árja eredet szimbólumává vált; Alfred Rosenberg és más teoretikusok hatására a nordikus felsőbbrendű faj koncepciójával hozták kapcsolatba. A Nemzetiszocialista Német Munkáspárt óta a horogkereszt (és ezzel együtt a szvasztika) nyugaton összeforrt  a rasszizmussal, a nácikkal, a második világháborúval és a holokauszttal. A világháború vége óta széles körben tabunak számít; elsősorban a neonáci mozgalmak használják, amelyeknek központi szimbólumuk, illetve egyes, velük szemben álló szélsőséges mozgalmak az általuk nácinak vélt személyek, csoportok vagy viselkedésmódok megbélyegzésére. Számos országban, köztük Magyarországon is, tiltott önkényuralmi jelkép.
Ázsiában a népszerűsége ma is töretlen.

## Etimológia, alternatív nevek
A szvasztika szanszkrit szó, jelentése szerencsés vagy kedvező dolog vagy jel. A szó a su- (a görög ευ- rokona, jelentése „jó”, „jól”), és az aszti (a „létezni” ige egyik alakja) szócskákból tevődik össze. A szvaszti tehát azt jelenti, „jólét”, vagy "jól van". A -ka végződés kicsinyítő képző, a szvasztika kifejezés tehát szó szerint úgy fordítható, hogy „a jóléthez köthető kicsi dolog”.
A -tika azt is jelenti, hogy „jel”. Ezért Indiában nem ritka a shubhtika („jó jel”) kifejezés használata sem.
A szó először a ószanszkrit nyelven írt Rámájana és Mahábhárata eposzokban fordul elő.
Az alakzat más megnevezései:
- Fekete Pók Nyugat- és Közép-Európa számos népénél
- horogkereszt (angol hooked cross, holland hakenkruis, izlandi Hakakross, német Hakenkreuz, finn hakaristi, norvég Hakekors, olasz croce uncinata/gammata , román Cruce încârligată, svéd Hakkors, dán Hagekors)
- tetragammadion, gammadion vagy gammakereszt, minthogy mindegyik kar a görög Γ (gamma) betűt formálja. (vö. az ófrancia croiz gammée, francia croix gammée, spanyol cruz gamada , latin crux gammata szavakkal)
- napkerék (németül Sonnenrad), bár ezt többnyire inkább a napkeresztre használták
- tetraskelion, „négylábú” görögül (vö. triskelion)
- Thor kalapácsa, Thorral, a mennydörgés északi istenével való feltételezett kapcsolata alapján; de ez valószínűleg téves megnevezés, ami a szvasztikának és Thor T alakú kalapácsszimbólumának az összekeveréséből ered.
- Þórshammar – az izlandi grimoire-okban szerepel ezen a néven
- villámkereszt (lett perkonkrusts)

## Eredete
A szvasztika már az őskorban  része volt a művészetnek. Kontextustól függően szimbolizálhatta a szerencsét, a napot, Brahmát, a szamszárát. Az ókorban széles körben használták – többek között – a hettiták, a kelták, etruszkok és a görögök. Megjelenik számos ázsiai, európai, afrikai és indián kultúrában – néha díszítőmotívumként, néha vallási szimbólumként.
A szvasztika elterjedtségét három különböző módon próbálják magyarázni: független kialakulás, kulturális diffúzió, vagy külső esemény. Az első szerint a szvasztikát egyszerű, szimmetrikus alakja miatt számos különböző kultúra felfedezte egymástól függetlenül (Carl Gustav Jung terminológiájával élve a kollektív tudattalan része).

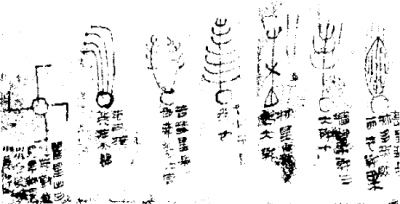
A Han-dinasztia korabeli „selyem üstököstérkép” részlete

A külső esemény lehetőségét Carl Sagan vetette fel Üstökös című könyvében. Sagan bemutat egy ősi kínai kéziratot, amely az üstököscsóvák változatait tárgyalja. A legtöbb ábra szokásos formájú üstökösöket mutat be, az utolsón azonban egy olyan látható, amelyen az üstökösmagból négy hajlított csóva indul ki négy különböző irányba; a négy csóva éppen egy szvasztikát formál. Sagan feltételezése szerint az ókorban egy üstökös annyira megközelítete a Földet, hogy az általa kilövellt (és az üstökös forgása miatt elhajló) gázsugarak láthatóvá váltak;  a látványnak a hatására jelent meg a szvasztika a legkülönfélébb kultúrákban.
A közös eredetet feltételező elméletek szerint a protoindoeurópai népeknél alakult ki. A szvasztikát nem használták a sumer és a mezopotámiai kultúrákban (mindkettő i. e. 3500 előtt alakult ki), sem az egyiptomi Óbirodalomban (ami i. e. 2630-ban kezdődött). Hívei szerint a közös eredet elmélete ezt megmagyarázza: ezeknek a kultúráknak már kiforrott szimbolizmusuk volt, feltételezett elterjedése idején. A magyarázatnak azonban, mint az ex silentio érveknek általában, nem sok bizonyító ereje van.
Keleten a hinduizmusnak, a dzsainizmusnak és különösen a buddhizmusnak volt nagy szerepe a szvasztika elterjesztésében. Az i. e. 6. században keletkezett buddhizmus az első évezred végére elterjedt Délkelet-Ázsiában, Kínában, Koreában és Japánban. A tibeti Bön vallás és az olyan szinkretista vallások, mint a vietnámi Cao Dai vagy a kínai Falun Gong, valószínűleg belőle vették át a szvasztikát. A délnyugat-afrikai Akan civilizációba pedig, ahol napszimbólumként használták, az afrikai rabszolga-kereskedelem révén juthatott el a 15. század környékén.
A szvasztika jelenléte az észak- és dél-amerikai kultúrákban komoly kihívás a kulturális diffúzió elmélete számára. Egyesek felvetették, hogy a szvasztika talán egy ősi eurázsiai tengerjáró civilizáció révén jutott Észak-Amerikába, de a szimbólum független kialakulása hihetőbb magyarázat.
Az eredetétől függetlenül az emberi történelem korai szakaszában a szvasztika rendszerint pozitív konnotációkat hordozott (kivétel volt ez alól Afrika és Dél-Amerika nagy része).

### A szvasztika megjelenése nyugaton
Az indoeurópai nyelvcsalád 1790-es évekbeli felfedezése után az archeológusok nagy erővel kezdték keresni az európai őstörténet és az árja (indoiráni) népek közötti kapcsolatot. Amikor Heinrich Schliemann szvasztikával díszített tárgyakat talált Trója romjai között, kikérve kora két vezető szanszkritológusa, Emile Burnouf és Max Müller véleményét, arra a következtetésre jutott, hogy a szvasztika kifejezetten indoeurópai jelkép. A motívum későbbi felfedezése a hettita és iráni maradványok között megerősíteni látszott ezt az elméletet. Az elgondolást sok más író átvette, és a szvasztika fokozatosan népszerűvé vált, az 1880-as és 1920-as évek között számos ábrázolásban megjelent.
Magyarországi régészeti lelőhelyeken is találtak szvasztikával díszített tárgyakat, legfőképpen edényeket. Pilinyen, Lengyelen, Szegeden, Bonyhádon és Szentesen, népvándorláskori lelet darabokon, jazygon és germánon is.  Csallány Gábor, a szentesi múzeum igazgatója nyilatkozta 1939-ben: "Múzeumunkban van egy urna, melyet a legrégibb Napimádók valószínűen istentiszteleteik során használtak. Itt, Szentes vidékén találtuk ezt az urnát. Rajta van azon a kampós-kereszt. Ez a Nap jelképe. Csillagképeken kívül van ezen az urnán még egy kettős kör is. Ez a Hold jelképe. A Hold és a Nap jelképe körüli nemzetközi vita döntő bizonyítéka ez. A Holdnak is, meg a Napnak is meg volt így a maga külön jele már jó régen." 
Vallási jelentése akkor szorult háttérbe, amikor a Nemzetiszocialista Német Munkáspárt jelképéül választotta. A nácik azt állították, hogy az árják a németek ősei voltak, és hogy ez alapján a német világuralmi törekvések jogosak, vagy akár előre elrendeltetettek. A szvasztikát ennek a mitikus árja-német kapcsolatnak a kihangsúlyozására használták. A második világháború óta nyugaton a szvasztikát elsősorban náci szimbólumnak tekintik, és kerülik a használatát. A nácizmus előtti jelentéséről számos tévhit is kering.
Gertrud Bäumer (1873-1954) Der neue Weg der deutschen Frau című, 1946-ban megjelent művében idéz egy 1604-es forrást, ahol az Antikrisztus szimbóluma a Szent Jel (a kereszt), amelyhez négy bitófa-gerenda csatlakozik, mint a horogkereszt első európai előfordulása.

## Geometriája és szimbolizmusa

Egy 5x5-ös ráccsal rajzolt szvasztika

Geometriai szemszögből a szvasztika rendszerint egy szabálytalan ikozagon (húszoldalú poligon). A karok változó szélességűek, és többnyire (de nem mindig) egyenes vonalakból állnak. A pontos arányoknak csak a modern használatban tulajdonítanak jelentőséget: a nácik által használt forma például egy 5×5-ös rácson alapul.
A szvasztika királis, a tengelyes tükrözésre nézve semmilyen irányba nem szimmetrikus, a 90°-os forgatásra nézve viszont mindkét változata az. (A szimmetriacsoportja tehát a {\displaystyle C_{4}} ciklikus csoport.)
A szvasztika a leggyakrabban használt kereszt-változat a sima egyenlő szárú kereszt (a görögkereszt) után.
Mint a kereszteknél általában, a négy kar a négy égtájat jelképezi. Leggyakrabban a Nappal hozzák kapcsolatba. Egy másik feltételezés szerint az éjszakai égboltnak a Sarkcsillag körüli forgását ábrázolja.

### Forgásiránya

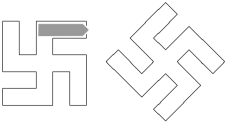
A jobbra néző szvasztika felső karja jobbra mutat

A jobbra néző szvasztikát az óramutató járása szerint…

… vagy azzal ellentétesen forgónak is fel lehet fogni

A két lehetséges változatot (egymás tükörképeit) többféle módon is nevezik:
- balra vagy jobbra néző;
- balkezes vagy jobbkezes;
- az óramutató járásával azonos vagy ellentétes irányú.

Az első változat könnyen értelmezhető: a talpára állított szvasztikára nézve a felső kar a néző balja vagy jobbja felé mutat; eszerint a szvasztika is balra (卍) vagy jobbra (卐) néző. A másik két elnevezés nem egyértelmű, mert az irányt a karok hajlásának az irányára és az egész alakzat képzeletbeli forgásának az irányára is lehet érteni, emellett az alakzat forgásának iránya önmagában is kétértelmű. Ezeket az elnevezéseket az irodalomban is következetlenül használják, nem ritkán ugyanaz az író is összekeveri, ami tovább növeli a zavart, és elhomályosíthatja a fontos kérdést: "Vajon volt-e a forgásiránynak szimbolikus jelentősége?"
A balra forgó szvasztika elnevezése latin eredetű szóval szinisztrogirát, a jobbra forgóé pedig dextrogirát.

## Szerepe a művészetben és az építészetben

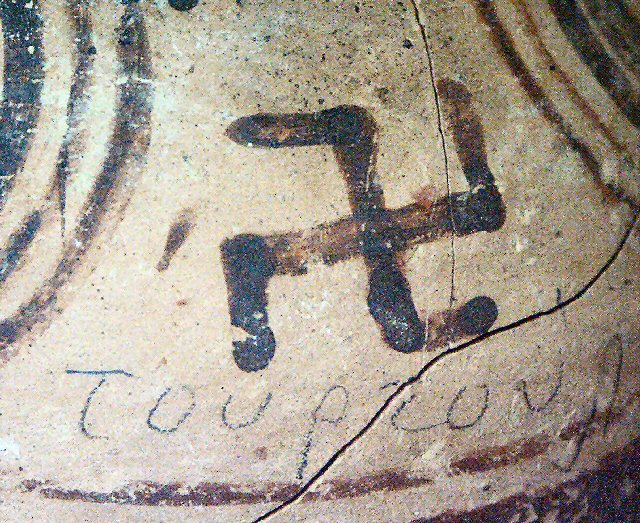
Szvasztika egy krétai cserépedényen

A szvasztika gyakori díszítőmotívum a kortárs hindu építészetben és művészetben, és az ősi nyugati építészetben is az volt; számos mozaikon, frízen és egyéb alkotáson látható. A régi görög építmények tele vannak egymásba fonódó szvasztikákból álló motívumokkal. Rokon szimbólumok a nyugati építészetben a kereszt, a háromlábú triskelion vagy triskele és a lekerekített lauburu. Az építészetben a szvasztikának számos más neve is van, mindenekelőtt a gammadion. Előfordul pikt kőfaragványokon, régi görög cserépedényeken és északi fegyvereken és szerszámokon. Egyes francia barlangfalakon 7000 éves példányai is megtalálhatók.
A kínai, koreai és japán művészetben a szvasztika gyakran egy ismétlődő minta része. Az egyik gyakori ilyen minta, amit japánul sayagatának  neveznek, jobbra és balra néző szvasztikákból áll, amelyeket vonalak kötnek össze. A vonalak közötti üres rész jellegzetes alakja miatt angolul néha key fretnek is nevezik ezt a mintát.
Az ősi Trója romjai között számtalan szvasztikát találtak.
A görög-római művészetben és építészetben és a középkori román és gótikus művészetben az elkülönülten álló szvasztikák viszonylag ritkák, többnyire egy szegély vagy mozaikpadló ismétlődő elemeként fordulnak elő. Az egymásbafonódó szvasztikák alkotta minta egyike az Amiens-i katedrális padlóját díszítő mozaikok egyikének. Az összefűződő szvasztikák alkotta szegély gyakori római építészeti motívum volt, majd a neoklasszicizmus frissítette fel mint díszítőelemet. A szvasztikák alkotta szegély a meander egyik formája, az ilyen szegélyt alkotó egyedi szvasztikákat néha görög kulcsnak hívják.
A U.S. Reclamation Department  által 1905-ben épített yumai Laguna Bridge egy szvasztika-sorral van díszítve.
Egy ManWoman Archiválva 2020. december 5-i dátummal a Wayback Machine-ben nevű kanadai művész megkísérelte a szvasztika „rehabilitációját”.

## Szerepe a vallásban és a mitológiában

### Hinduizmus
A szvasztika a hinduizmusban szent jelnek számít, megtalálható a hindu templomok számtalan részén, oltárokon, képeken. Használják az esküvőkön, fesztiválokon, ceremóniákban, házakon és átjárókon, ruhákon és ékszereken, járműveken, még az ételdíszítésekben (például torták tetején) is.
A szvasztika két geometriai alakja Brahma, a teremtő isten két formáját szimbolizálja: jobbra nézve a világmindenség fejlődését (Pavritti), balra nézve a visszafejlődését (Nivritti) jelöli. Mivel pedig karjai mind a négy égtáj felé is mutatnak, stabilitást és megalapozottságot is jelent. Napszimbólumként Surya, a hindu napisten jelképe. A szvasztika rendkívül szent és kedvező jelnek számít minden hindu számára, és rendszeresen használják minden olyan tárgy díszítésére, aminek a hindu kultúrához valami köze van. Szerepel az összes hindu yantrában és más vallásos mintákban. India-szerte mindenütt látható: templomfalakon, vallásos iratokon, ajándékokon, és levélfejléceken. Ganésa istent gyakran ábrázolják egy szvasztikák között növő lótuszon ülve.
A bengáli  hinduk gyakran egy némileg eltérő jelet is szvasztikának neveznek, és a rendes szvasztikához hasonlóan szerencsehozó jelként használják. A jel kissé egy pálcikaemberre emlékeztet. A bengáliaknál a „Szvasztika” gyakori név, egy neves kalkuttai irodalmi magazint is így hívnak. Ez a fajta szvasztika azonban India más részeire nem jellemző.

### Buddhizmus

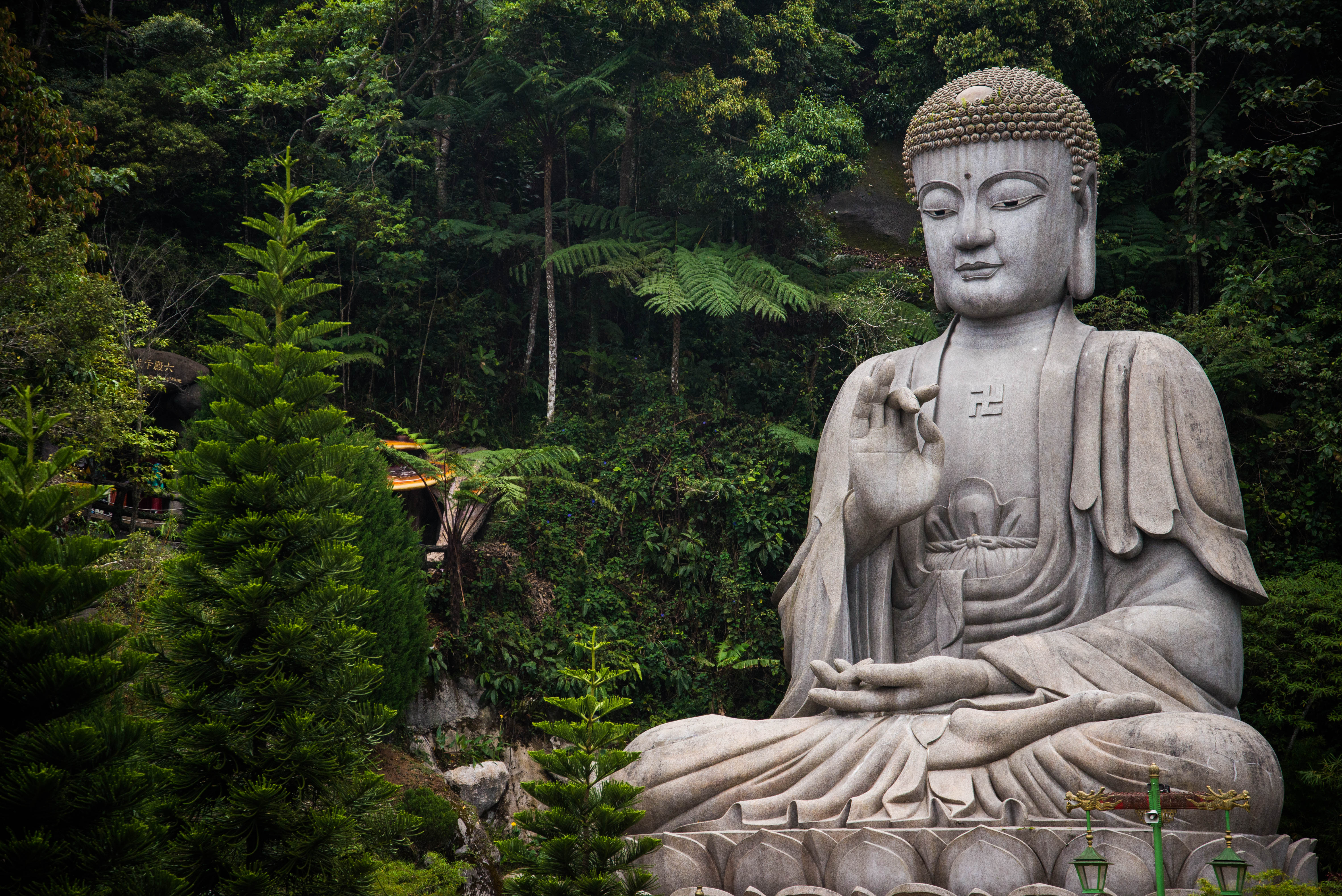
Óriási Gautama Sziddhártha szobor, a mellén szvasztikával, Malajzia

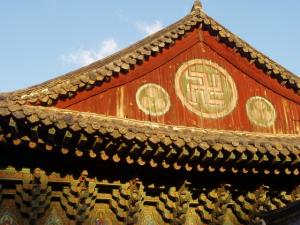
Szvasztika egy koreai buddhista templom homlokzatán

A „történelmi Buddha” hindu herceg volt, így rajta keresztül a buddhizmus megörökölte a szvasztikát. Számos buddhista vallási irat elején szvasztika található. Mindkét orientációjú szvasztika megtalálható egyes Gautama Buddha szobrok mellén vagy talpán. A jobbra néző szvasztika és a nácizmus kapcsolata miatt a buddhisták (kivéve az indiaiakat) a huszadik század közepe óta majdnem kizárólag csak a balra forgó szvasztikát használják[forrás?]. Ez a fajta szvasztika gyakran látható kínai élelmiszerek csomagolásán, ahol azt jelzi, hogy a termék vegetáriánus, tehát a buddhisták is fogyaszthatják. Gyakran hímzik kínai gyerekruhák gallérjába, hogy megvédje viselőjüket a gonosz szellemektől. A japán térképeken szvasztikával jelölik a templomokat.
A japán buddhista vallásban és művészetben használatos szvasztika neve manji (卍), és a Dharmát, a mindenség harmóniáját és az ellentétek egyensúlyát jelképezi. A balra néző omote (elülső) manji a szeretet és a könyörület, a jobbra néző ura (hátulsó) manji az erő és az intelligencia jelképe. (Az omote manjit nevezik gyaku manjinak (逆卍, fordított manji) vagy kagi jūjinak (kampós kereszt) is.) A kétféle manji együtt gyakran szerepel a buddhista iratok elején és végén.

### Dzsainizmus
A dzsainizmusban a szvasztika a legfőbb szent szimbólum, amit a hinduizmusból vitt át alapítója, Mahávíra (aki hindu herceg volt). A dzsainizmus nem használja az Om szimbólumot, ezért a szvasztika még a hinduizmusbelinél is nagyobb hangsúlyt kap. Ez a hetedik Jina,  a Tirthankara Suparsva jele. Egyike a 24 előnyös jelnek és a jelenlegi korszak hetedik arhatjának jele. Minden dzsain templomnak és szent könyvnek tartalmaznia kell a szvasztikát, és a szertartások rendszerint azzal kezdődnek és végződnek, hogy rizsből szvasztikákat formálnak az oltár körül.

### Ábrahámi vallások
A szemita népek vallási, kulturális és nyelvi fejlődése nagyon eltért az indoeurópaiakétól, így az ábrahámita vallásokban a szvasztika nem kapott nagy szerepet. Ha használják is, elsősorban nem vallási, hanem díszítő szimbólumként, vagy legfeljebb szerencsét hozó jelként. Megtalálható többek között az Ein Gedi-i zsinagógában, amit Júdea római megszállása alatt építettek.
A román és gótikus stílusban épült keresztény templomok egy része átvette a római építészetből, mint díszítőelemet. A 12. században épült kijevi Szent Szófia templom egyik mozaikja szvasztikákat ábrázol. A milánói Szent Ambrus bazilika egyik síremléke (Stilicone szarkofágja) szvasztikamotívumokkal van díszítve. Az amiens-i katedrális padlóját egymásbafonódó szvasztikák alkotta minta díszíti.
A muszlim mecsetek közül az iszfaháni „Péntek” mecsetben és a tripoliszi Taynal mecsetben is látható szvasztika.

### Más ázsiai hagyományok
A szvasztika jelentőségét és ősiségét bizonyítja, hogy nem csupán a buddhista kultúrkörben ismert jelkép, hanem ázsia archaikusabb kultúráiban is. Így díszíti a mongol sámánok dobját, vagy a finnugor hantik ruháját.

### Őslakos amerikai kultúrák

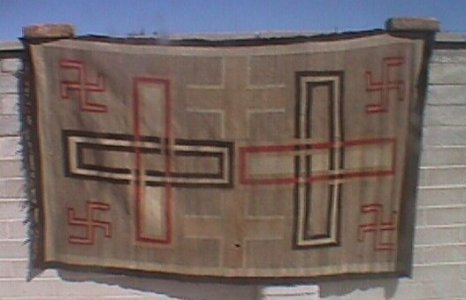
Szvasztika navajo szőttesen

Kuna Yala zászlaja

Az amerikai őshonos kultúrák közül főleg a Mississipii kultúrára volt jellemző a szvasztika körbe foglalt ábrázolása. A kutatók értelmezése szerint elsősorban szoláris jelkép lehetett a négy égtáj, illetve a négy évszak megjelenítésével.
Előfordul az is, hogy a négy ága négy kígyót ábrázol.
A panamai kuna indiánok zászlaján is ezt láthatjuk.

### Korai európai szokások

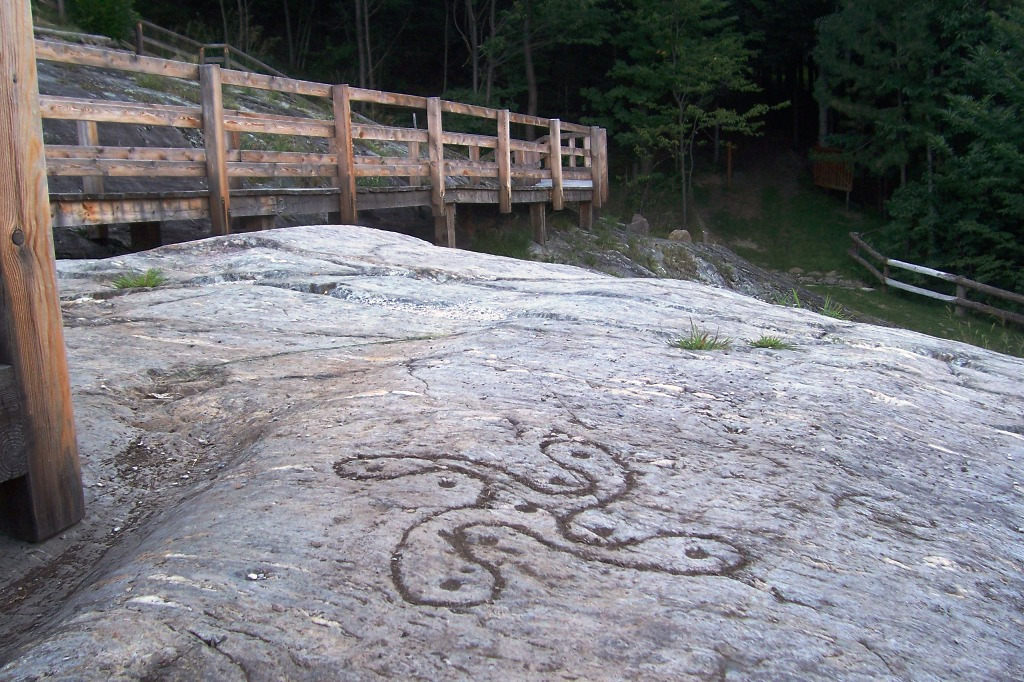
Az úgynevezett kamunai rózsa

Szicília zászlaja medúzával

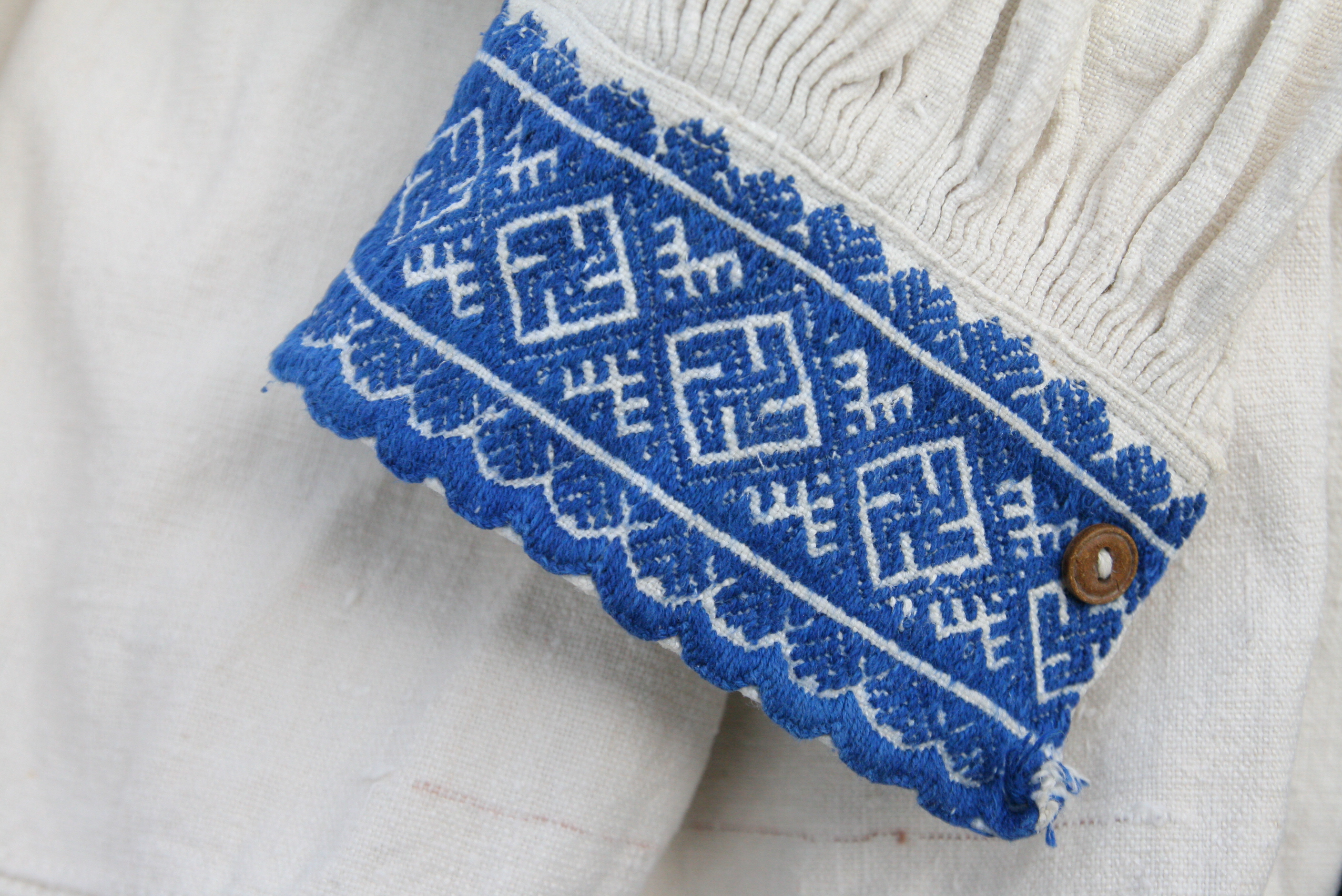
A szvasztika bihari (Románia) népi inghímzésen

Európában a szvasztika ábrázolása a bronzkorból már ismert (pl. Rosa camuna, vagyis a kamunai rózsa), de jelentését illetően csak feltételezések vannak. Kedvelt motívum volt az ókori görögöknél, ahol valószínűleg a gorgók jelképe is lehetett. Erre utalnak azok az ie. 5. századi görög érmék melyeknek egyik felén gorgó a másikon szvasztika látható, vagy a jellegzetes testtartás, ahogy a gorgókat ábrázolják. Talán ennek a hagyománynak a késői folytatása a húsvéti tojások "ördögtérgye" motívuma. Tehát egy olyan kép rajzolódik ki miszerint a szvasztika ágai igazából végtagok lennének. Kifejezetten antropomorf jellege van például az un. bengáli szvasztikának is. De van olyan gorgó ábrázolás, ahol a fejet három egy irányba mutató szárny veszi körül. Ugyanakkor nem szabad megfeledkezni arról sem, hogy a labirintushoz is köze van a szvasztikának. Egy másik értelmezési lehetőséget adja a nyilvánvaló rokonsága a forgórózsákkal. Ezeket ti. általában napszimbólumnak tekintik.

## Használata a nyugati kultúrában
A 20. század elején, még a nemzetiszocialisták uralmát megelőzően a szvasztika használata Európában és az Egyesült Államokban is reneszánszát élte. Többek közt a The Coca-Cola Company is felhasználta termékei reklámozására. Finnország, Lettország és Lengyelország is alkalmazta hadijelvényként. Erzsébet román királyné koronáját szvasztika ékesíti kereszt helyett. A Magyar Nemzeti Múzeumban őrzik Habsburg Mária magyar királyné (1505–1558) 16. századi ruháját, melynek ingét a ráncolásnál szintén szvasztikával díszítették.

### Nemzetiszocialista jelkép

A Harmadik Birodalom és a Nemzetiszocialista Német Munkáspárt zászlaja
Arányok: 3:5
Mérete: 60 x 100
Kör kerülete: 45
Karok hossza: 6

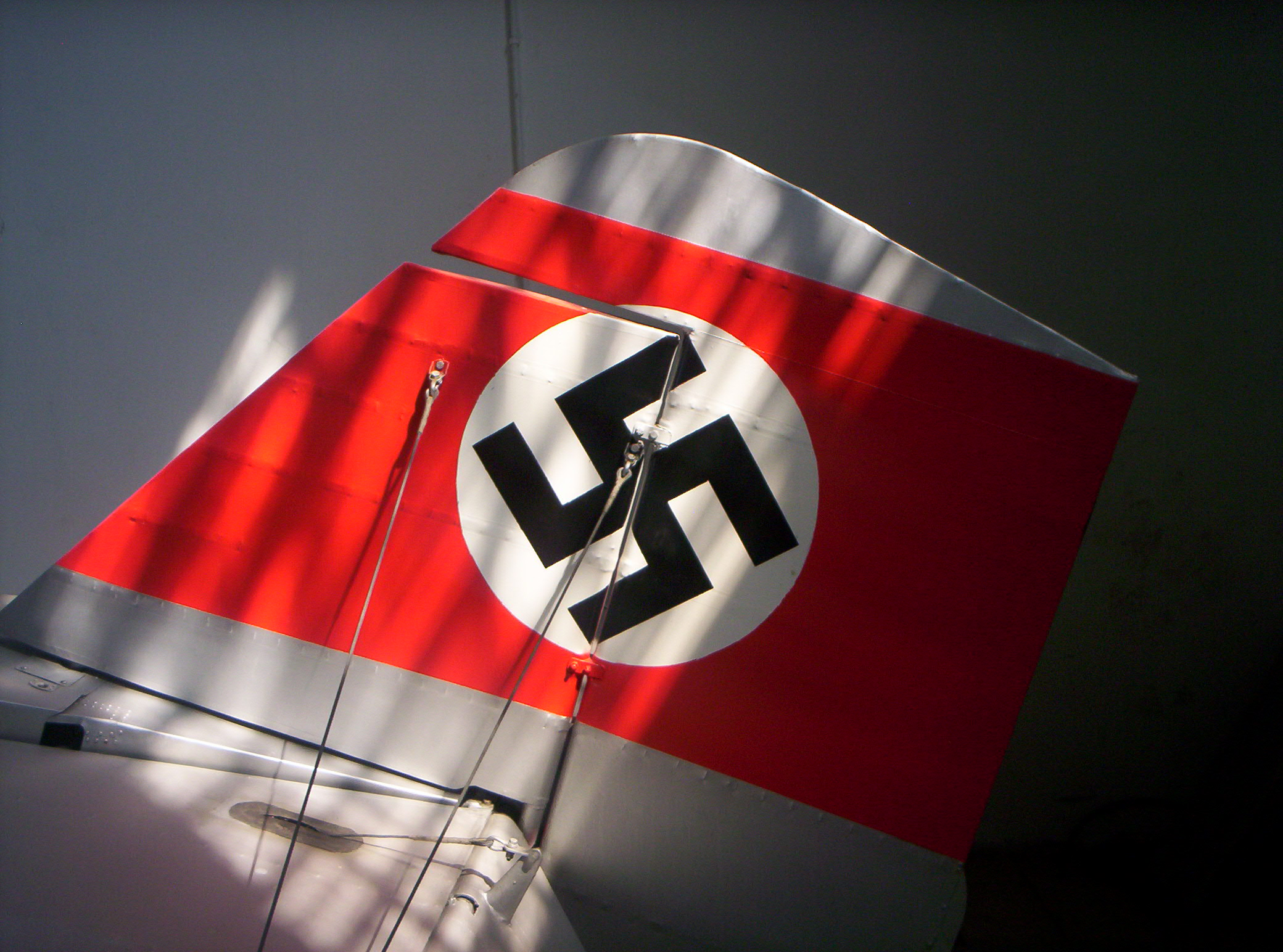
Curtiss Export Hawk II (Lengyel Repülési Múzeum)

A Nemzetiszocialista Német Munkáspárt (Nationalsozialistische Deutsche Arbeiterpartei vagy NSDAP) hivatalosan 1920-ban fogadta el jelképének a szvasztikát vagy horogkeresztet (németül Hakenkreuz).
Ez szerepelt a párt zászlaján, címerén és a karszalagokon is. Már ezt megelőzően is használták nem hivatalos formában az NSDAP-ban illetve elődjében a Német Munkáspártban (Deutsche Arbeiterpartei vagy DAP).
Adolf Hitler a Mein Kampfban így írt:
Magam hosszú kísérletezés után leszögeztem a végleges alakot: egy vörös alapú zászlót, benne fehér kör alakú mezővel, a közepén fekete horogkereszttel. Hosszas tanulmányozás után megtaláltam a helyes arányt is a zászló, a korong, valamint a horogkereszt alakja, vastagsága és nagysága között. Emellett maradtunk.
(A hivatalos „fekete-ezüst-vörös” színek egyébként az Északnémet Szövetség (1867-1871), majd a Német Császárság (1871-1918) zászlajának színei voltak.)
A nemzetiszocialista ideológusok számára a horogkereszt a német nép árja kulturális hátterét jelenítette meg, számukra ez a Nap és a szabadság jele volt. Az árja bevándorlás-elmélet  egy sajátos nordikus változata szerint azt tartották, hogy Észak-India korai árja törzsei valójában fehér bőrűek voltak. Így indokoltnak találták a védikus hagyományokban használt jelképet, a szvasztikát átvenni és magának az „árja faj”nak a jelképeként felhasználni. A szvasztika, mint az árja faj jelképe, már a 19. században megjelent Emilie Burnouf régész és orientalista műveiben. Több más íróhoz hasonlóan, Guido von List nacionalista költő is egy árja jelképnek – a vér tisztaságát jelképezőnek – tartotta. Az ő nézetei nyomán, a német népi (völkisch) mozgalmak egyre inkább a német nemzeti tudat, a német nacionalizmus szimbólumaként kezdték felhasználni.

### A horogkereszt mint önkényuralmi jelkép

Finnország köztársasági elnökének zászlaja

A horogkereszt speciális ábrázolását Németországban a Nemzetiszocialista Német Munkáspárt kezdte használni az 1920-as évek elejétől. A későbbiekben a nemzetiszocialista Németországnak, és végső soron a nemzetiszocializmusnak a jelképe lett. A horogkeresztnek ez a megjelenítése önkényuralmi jelkép, amelynek használata többek közt Németországban és Magyarországon is tiltott. Hazánkban a Büntető Törvénykönyv 335. § tartalmazza a horogkereszt használatát, mely vétség elzárással büntethető. 
Érdekesség, hogy a szélsőséges csoportok sok esetben az általuk viselni szándékozott horogkereszt helyett, tévedésből, a vallási tartalmú szvasztikát viselik az öltözetükön.

### A horogkereszt a nyugati kultúrában mintnem nemzetiszocialistajelkép
A horogkereszt mind a mai napig szerepel Finnország köztársasági elnökének zászlajában. Az elnöki zászló fecskefarkú, és a bal felső mezőben a szabadságkereszt van (kék vaskeresztben sárga horogkereszt). A zászlót már 1920 óta ilyen formában használják. A horogkeresztet 1918-ban használták először a vörösök elleni küzdelemben, és a svéd Von Rosen család szerencsejele volt, amit a Svédországból vásárolt repülőkre szereltek. A NY Carlsberg sörfőzde címkéjén is szerepel a horogkereszt, mint önálló, nem nemzetiszocialista célzatú szimbólum.

### Heraldikai használata
A horogkereszt ősi napkereszt és életszimbólum, szárai az óramutatóval megegyező irányban arra merőleges kampószerű vonalakban végződnek. Egyes finn és lett rendjeleknél már az első világháború után megjelent. A finn Fehér Rózsa Rend láncában a horogkereszteket 1963-ban stilizált fenyőágakkal váltották fel. A Nemzeti Szocialista Párt fehér alapon fekete horogkeresztet használt. 1935 óta ezt a német birodalmi sas alatt viselték. A heraldikában több évszázadra visszamenően megtalálható. Előfordul lángoló keresztszárakkal is. A címertani horogkereszt általában négy csúcsos horogból áll.
Európában kimutatható a Krisztus előtti 3. évezredtől. Nagyon elterjedt Indiában, különösen gyakori a japán heraldikában, megtalálható a germán fegyvereken és az ókori görög érméken. Gnosztikus keresztként négy egymás fölé helyezett lábként is előfordul.